# Efe Sodje
Efe Sodje, właśc. Efetobore Sodje (ur. 5 października 1972 w Greenwich) – piłkarz nigeryjski grający na pozycji środkowego obrońcy. Nosi przydomek „Bandana Man”.

## Kariera klubowa
Sodje urodził się na przedmieściach Londynu, w Greenwich, w rodzinie nigeryjskich emigrantów, jako jeden z dziesięciorga dzieci w rodzinie. Gdy Efetobore miał 8 lat wyjechali z powrotem do ojczyzny. Tam zaczął piłkarską karierę w małym klubie Invisible Leopards niegrającym w żadnej lidze. Dobrze wprowadził się do zespołu grając w pucharze stanowym o nazwie State National Challenge Cup. Leopards ostatecznie przegrali w nim z profesjonalną drużyną Steel Pioneers, która zaoferowała Sodje kontrakt. W drużynie tej zadebiutował w 2. lidze nigeryjskiej w 1994 roku.
W tym samym roku powrócił do Wielkiej Brytanii. Przebywał na testach w Luton Town, Millwall FC i Wimbledon FC, ale problemy z zarejestrowaniem się ze względu na narodowość i jego kariera chwilowo stanęła w miejscu. W październiku udało mu się podpisać kontrakt ze Stevenage Borough, grającym w Conference National. W 1996 roku wygrał z tym zespołem ligę, ale zespół nie został dopuszczony do rozgrywek Division Three. W drużynie tej grał jeszcze przez rok, ale nie udało się awansować o klasę wyżej. W 1997 roku za 50 tysięcy funtów przeszedł do klubu z Division Three, Macclesfield Town. Od razu wywalczył miejsce w podstawowym składzie i był niemal niezastąpiony na środku obrony Macclesfield. Szybko zdobył popularność wśród kibiców tego klubu i dorobił się nawet własnego fanklubu. Do tego pomógł zespołowi w awansie do Division Two. W sezonie 1998/1999 Macclesfield grało jednak słabo i zajęło ostatnie miejsce w grupie powracając do Division Three.
Latem tamtego roku Sodje przeszedł za darmo do Luton Town z Division Two. Tam jednak nie wywalczył miejsca w składzie drużyny i zagrał tylko w 9 jej meczach, a zimą został wypożyczony do klubu z tej samej ligi, Colchester United. Tam jednak także nie zaprezentował wysokiej formy i rozegrał tylko 3 mecze. Nie przeszkodziło to jednak Efe w awansie sportowym, gdyż po sezonie latem 2000 został piłkarzem Division One, Crewe Alexandra. Pobyt w Crewe był na początku dla Sodje całkiem udany. Grał w pierwszym składzie i był jednym z czołowych środkowych obrońców Division One. W pierwszym sezonie (2000/2001) zajął z drużyną 14. miejsce, w drugim (2001/2002) drużyna zajęła jednak dopiero 22. miejsce i opuściła szczebel drugiej ligi. Jedynym pocieszeniem dla Sodje było wybranie go najlepszym piłkarzem sezonu swojej drużyny w głosowaniu fanów. Sezon 2002/2003 był jak się potem okazało ostatnim dla Efe w drużynie z Crewe. W Division Two zagrał w 30 meczach i zdobył gola i zajął z drużyną „Kolejarzy” 2. miejsce, które równało się z powrotem w szeregi Division One. Sezon 2003/2004 Sodje spędził jednak już w innym klubie – Huddersfield Town z Division Three. Z zespołem tym zajął 4. miejsce, a po wygraniu play-off Huddersfield awansował do Division Two. Sezon 2004/2005 Sodje zaczął w drużynie Huddersfield, ale pod koniec sezonu trafił do Yeovil Town z League Two. Od zimy 2006 roku do lata 2007 Sodje grał w Southend United, grającym w Championship. Latem odszedł do Gillingham F.C., a na początku 2008 roku wypożyczono go do Bury. Następnie podpisał kontrakt z tym zespołem i grał tam do 2013 roku. Potem występował w Barrow oraz Macclesfield Town. W 2015 roku zakończył karierę.
| Sezon   | Klub              | Kraj    | Rozgrywki               | Mecze | Bramki |
| ------- | ----------------- | ------- | ----------------------- | ----- | ------ |
| 1994    | Steel Pioneers    | Nigeria | Nigeria National League | ?     | ?      |
| 1994/95 | Stevenage Borough | Anglia  | Conference National     | 28    | 1      |
| 1995/96 | Stevenage Borough | Anglia  | Conference National     | 38    | 4      |
| 1996/97 | Stevenage Borough | Anglia  | Conference National     | 40    | 4      |
| 1997/98 | Macclesfield Town | Anglia  | Division Three          | 41    | 3      |
| 1998/99 | Macclesfield Town | Anglia  | Division Two            | 42    | 3      |
| 1999/00 | Luton Town        | Anglia  | Division Two            | 9     | 0      |
| 1999/00 | Colchester United | Anglia  | Division Two            | 3     | 0      |
| 2000/01 | Crewe Alexandra   | Anglia  | Division One            | 32    | 0      |
| 2001/02 | Crewe Alexandra   | Anglia  | Division One            | 36    | 2      |
| 2002/03 | Crewe Alexandra   | Anglia  | Division Two            | 30    | 1      |
| 2003/04 | Huddersfield Town | Anglia  | Division Three          | 39    | 4      |
| 2004/05 | Huddersfield Town | Anglia  | League One              | 28    | 1      |
| 2004/05 | Yeovil Town       | Anglia  | League Two              | 6     | 2      |
| 2005/06 | Yeovil Town       | Anglia  | League One              | 19    | 1      |
| 2005/06 | Southend United   | Anglia  | League One              | 13    | 1      |
| 2006/07 | Southend United   | Anglia  | Championship            | 23    | 1      |
| 2007/08 | Gillingham F.C.   | Anglia  | League One              | 13    | 0      |
| 2007/08 | Bury F.C.         | Anglia  | League Two              | 16    | 1      |
| 2008/09 | Bury F.C.         | Anglia  | League Two              | 43    | 7      |
| 2009/10 | Bury F.C.         | Anglia  | League Two              | 39    | 2      |
| 2010/11 | Bury F.C.         | Anglia  | League Two              | 40    | 3      |
| 2011/12 | Bury F.C.         | Anglia  | League One              | 41    | 2      |
| 2012/13 | Bury F.C.         | Anglia  | League One              | 19    | 1      |
| 2012/13 | Barrow A.F.C.     | Anglia  | Conference National     | 9     | 0      |
| 2013/14 | Macclesfield Town | Anglia  | Conference National     | 6     | 0      |

## Kariera reprezentacyjna
W 2000 roku Sodje został po raz pierwszy powołany do reprezentacji Nigerii. Został też członkiem kadry na Puchar Narodów Afryki w Nigerii. Nie zagrał w tym turnieju ani minuty, jednakże jego koledzy wywalczyli wówczas srebrny medal. 9 kwietnia tamtego roku w końcu zadebiutował w kadrze, w zremisowanym 0:0 meczu z Erytreą rozegranym w ramach kwalifikacji do MŚ 2002. W meczu tym zagrał na prawej obronie.
Na początku 2002 roku został wezwany na obóz kadry przed Pucharem Narodów Afryki, w którym wzięło udział 40 zawodników, ale ostatecznie nie załapał się do kadry na ten turniej. Po tym turnieju został jednak zawodnikiem pierwszego składu i zagrał we wszystkich towarzyskich meczach przed Mistrzostwami Świata w Korei Południowej i Japonii. Został powołany do 23-osobowej kadry na ten turniej. Zagrał tam w dwóch meczach – z Argentyną (0:1) oraz z Anglią (0:0). Nigeryjczycy po zdobyciu ledwie jednego punktu zajęli ostatnie miejsce w Grupie F.

## Ciekawostki
- Dwóch braci Efe także grało w piłkę w Anglii. Starszy z nich, Sam był obrońcą, a młodszy Akpo napastnikiem.
- Sodje znany jest z noszenia podczas meczów zielonej chusty na głowie, na której widnieje napis „Against All Odds” („Przeciw Wszelkim Przeciwnościom”). Stąd wziął się jego przydomek „Bandana Man”. Inną ekscentryczną cechą Sodje jest noszenie cienkiej bródki zafarbowanej na kolor zielony.